# Kościół Podwyższenia Krzyża Świętego w Rzeszowie
Kościół Podwyższenia Krzyża Świętego w Rzeszowie – rzymskokatolicka świątynia, obiekt sakralny w Rzeszowie.
Kościół i parafia powstały w 1978 r. bez zezwolenia władz dla upamiętnienia krzyża, który został zdjęty przez władze komunistyczne. Krzyż powrócił na dawne miejsce; obecnie stoi powyżej kościoła po drugiej stronie ul. Krakowskiej.
Proboszczem parafii jest od chwili jej powstania do 2017 był ks. Franciszek Kołodziej, jego następcą został ks. Edward Rusin, który w 2018 roku zakończył posługę duszpasterską w parafii. Od 2018 roku proboszczem parafii jest ks. Dariusz Gościmiński.